# 荘官
荘官（しょうかん）は、日本の荘園制において、荘園領主（本所）から現地管理を委ねられた者の総称である。荘園を開発した開発領主（かいはつりょうしゅ）が寄進先の荘園領主から荘官として荘園管理者の地位を保全されることもあれば、寄進を受けた荘園領主が自らの荘園支配を強めるために家臣を荘官に任命して現地へ派遣することもあった。

## 成立
平安時代中期の10世紀後半から11世紀にかけて、田堵（たと、有力農民層のこと）が国司に認められた免田（租税免除された田地）を中心に田地の開発を進め、私有地化していった（このような田堵を開発領主という）。しかし、そうした土地の所有権に係る法的根拠は極めて薄弱であり、国衙によって収公されるおそれが強かった。そのため田堵は所有地を中央の有力貴族や有力寺社へ寄進することで、租税免除と土地支配権の確保を図っていった。寄進を受けた荘園領主を領家（りょうけ）というが、寄進の際、開発領主は領家から下司（げし/げす）や公文（くもん）、出納（すいとう）などに任命されることにより、現地管理者としての地位を保全された。これらの下司や公文などを総称して荘官という。一般的に荘官には、荘園の一部から給田（きゅうでん）が与えられた。給田は免田とされ、収穫は全て荘官の得分となった。なお、下司とは、上位の荘園領主を上司と見たときの対比から生まれた呼称であり、また公文は、荘園管理のための帳簿や文書を扱うことから来た呼称である。
領家からさらに皇族や摂関家へ荘園寄進されることもあり、この最上位の荘園領主を本家（ほんけ）という。本家・領家のうち、荘園の実効支配権を持つ者は本所といったが、本所が自らの荘園支配を強化するために、家臣を現地へ派遣し、下司や公文などを指揮監督することがあった。この現地へ派遣された者を預所（あずかりどころ/あずかっそ）という。預所も荘官の一つである。そのうち、開発領主（下司や公文に任命された者を含む）の中から預所に任じられる者も出てきた。

## 武士化
荘園の支配・管理は、現代のように明確な法規定があった訳ではなく、荘園領主の権威に依存する不安定なものだった。そのため、他の荘園の荘官や国衙との間に、荘園の支配・管理権や境界をめぐる紛争が発生することも多く、荘官がその対処に当たっていた。当時、中央の官職にあぶれた武士身分の下級貴族（軍事貴族）が多数、地方へ下向してきており、荘官たちは荘園を巡る紛争解決のために、それらの武士貴族と主従関係を築いていき、中には武士となる荘官も現れた（全ての荘官が武士化した訳ではないことに注意）。
鎌倉時代になると、鎌倉幕府によって御家人や地頭として認められる荘官も出てきた。このことは、荘園領主による地位保全では十分とは言えなくなり、新たな権威として台頭した幕府を頼り始めたことを意味する。荘官は次第に荘園領主（本所）を軽視していき、本所の権益を奪うようになっていった。室町時代に入った頃から、荘官は在地領主としての国人へ変質した。それでも荘官は荘園制とともに戦国時代まで存続したが、荘園が解体した太閤検地により荘官も消滅した。ただし、江戸時代も荘官の名残として「庄屋」や「名主」などの呼称は残った。